# Lilly King
Lilly King (født 10. februar 1997) er en amerikansk svømmer.
Hun repræsenterede USA under sommer-OL 2016 i Rio de Janeiro, hvor hun vandt to guldmedaljer.